# Sumpf-Torfmoos
Das Sumpf-Torfmoos (Sphagnum palustre, Syn.: Sphagnum cymbifolium (Ehrhart) R. Hedwig) ist ein Vertreter der Torf- oder Bleichmoose (Sphagnum). Man findet auch die Bezeichnungen „Gewöhnliches Torfmoos“, „Breitblättriges Torfmoos“ oder „Kahnblättriges Torfmoos“. Es kann wie andere Arten der Gattung mit Hilfe elastischer Spiralfasern das 30-fache seines Trockengewichts an Wasser aufnehmen. Das vergleichsweise häufige und fast weltweit verbreitete Torfmoos wächst vor allem in nassen Wäldern, meist Nadelforsten und ist im Gegensatz zu den übrigen Vertretern dieser Moosgattung seltener in Mooren zu finden.

## Merkmale
Das Sumpf-Torfmoos bildet kräftige bis zu 25 Zentimeter lange meist hellgrüne bis hellbraune Pflanzen mit Stängeldurchmessern zwischen 0,6 und 1,2 Millimetern. Die Epidermis (Hyalodermis) des Stammes ist dreischichtig, die Zellen weisen meist 1 bis 3, selten mehr Poren auf und sind reich an Spiralfasern. Die breit abgerundeten bis rechteckigen Stammblätter sind schmal hyalin gesäumt und messen etwa 1,2 bis 2 mal 0,9 bis 1,4 Millimeter.
Die Äste stehen in Büscheln zu drei bis sechs abspreizend am Stämmchen. Die Köpfchen sind meist deutlicher pigmentiert und knospenförmig. Sie tragen am Rand häufig längere mehr oder weniger bleiche und bis zu 2 Zentimeter lange Äste, so dass die Köpfchen und in ihrer Form etwas an die Blütenstände des Edelweiß erinnern. Die eiförmigen, hohlen Blätter sind zwischen 1 und 2 Millimeter breit. Sie bestehen aus einem Netzwerk aus im Querschnitt dreieckigen Grünzellen, welche durch Poren und Spiralen gekennzeichnet sind. Die Kapseln sind fast kugelig geformt.

## Verbreitung und Standorte
Das Sumpf-Torfmoos ist über ganz Europa bis Asien, in Teilen Amerikas, Australiens und Neuseelands verbreitet. Das Torfmoos ist vergleichsweise häufig. Es wächst an feuchten bis nassen Standorten. Die Art bildet große Teppiche oder aufgewölbte Bulte am Boden vernässter Wälder, meist Nadelwäldern, auf versumpften Wiesen und nur selten in Mooren. An ihren Wuchsorten kommen oft auch das Gefranste Torfmoos (Sphagnum fimbriatum), das Glanz-Torfmoos (Sphagnum subnitens) oder Sphagnum squarrosum vor.

## Gefährdung und Schutzmaßnahmen
Das Sumpf-Torfmoos wird von der Weltnaturschutzunion IUCN nicht in der Roten Liste gefährdeter Arten geführt und daher global betrachtet als ungefährdet angesehen. Die Bundesrepublik Deutschland stellt diese Torfmoosart mit derzeit ungefährdet in die nationale Rote Liste; ihr Land Saarland sieht sie in der Landesliste als ungefährdet an. Auch die Schweiz stellt das Sumpf-Torfmoos in ihre nationale Rote Liste und bewertet es ebenfalls als nicht gefährdet („LC“).
Wie alle Arten der Torfmoose wird auch das Sumpf-Torfmoos mit der Fauna-Flora-Habitat-Richtlinie Nr. 92/43/EWG in der aktualisierten Fassung vom 1. Januar 2007 erfasst und durch die Listung in Anhang V mit der Möglichkeit des Schutzes durch Regelung von Entnahme- und Nutzungseinschränkungen versehen. Darüber hinaus wird ihr Lebensraum durch Aufnahme der „Sauren Moore mit Sphagnum“ in Anhang I unter Schutz gestellt, wodurch für diese Lebensräume besondere Schutzgebiete ausgewiesen werden müssen.
Die Gesetzgebung der Bundesrepublik Deutschland definiert Sphagnum palustre mit allen Arten der Gattung in der Bundesartenschutzverordnung als besonders geschützte Art.
Die Schweiz schützt das Sumpf-Torfmoos im Bundesgesetz über den Natur- und Heimatschutz die Moore als Lebensräume der Torfmoose und fördert die Renaturierung von Mooren und Moorlandschaften.

## Verwendung

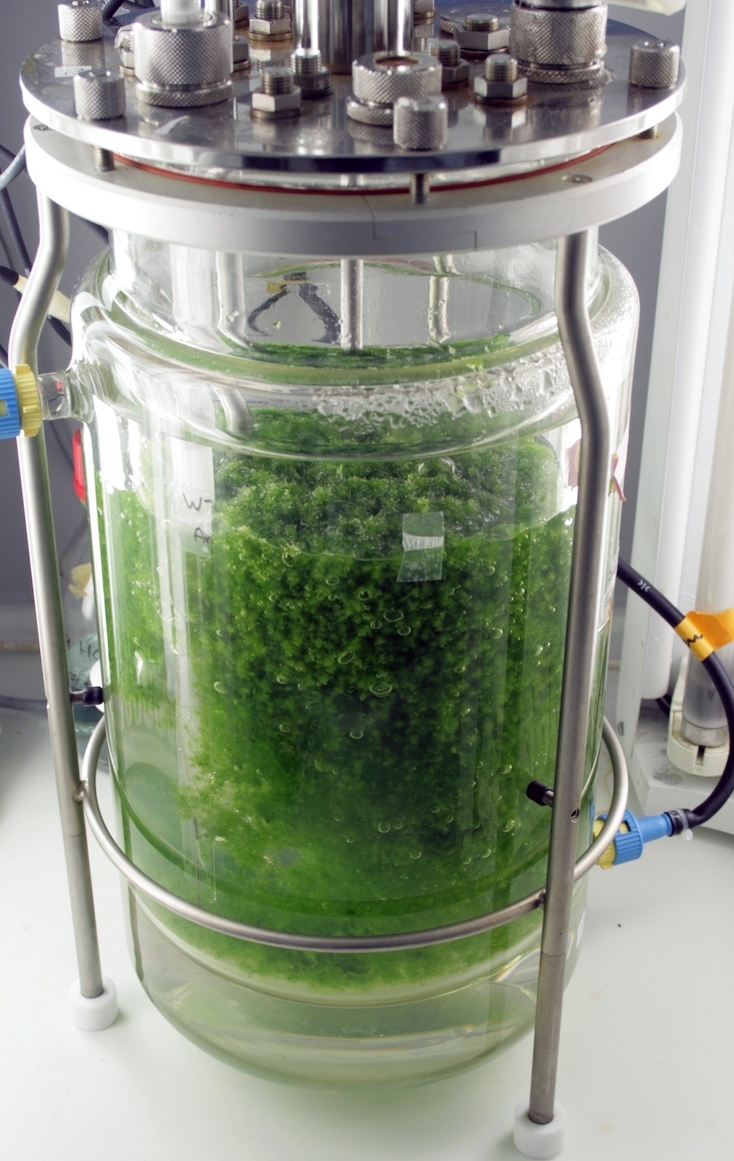
Das Sumpf-Torfmoos für das Mossclone-Projekt wird in einem Moosbioreaktor aus einer einzelnen Spore vermehrt

Im Projekt des 7. Forschungsrahmenprogramms der EU Mossclone wird das Sumpf-Torfmoos Sphagnum palustre in Moosbioreaktoren vermehrt, um daraus ein Messinstrument für die Luftreinhaltung zu entwickeln.